# Academy of Art University
L’Academy of Art University (autrefois Academy of Art College), est une université appartenant au Stephens Institute, fondée à San Francisco en Californie en 1929 par le peintre Richard S. Stephens.
Avec plus de 18 000 étudiants, l'Academy of Art de San Francisco est la plus grande école d'art et des États-Unis,.
Les principales disciplines enseignées sont la publicité, la vidéo, l'architecture, l'histoire de l'art, la mode, les beaux-arts, le dessin industriel, le design, l'aménagement paysager, la photographie ... L'Academy of Art University détient une quarantaine de bâtiments d'enseignement situés dans les parties est et sud de San Francisco. 

## Principales équipes de sport

### Hommes
- Baseball
- Basket-ball
- Cross country
- Golf
- Football
- Track and Field

### Femmes
- Basket-ball
- Cross-country
- Golf
- Football
- Softball

## Anciens étudiants
- Mobolade Ajomale
- Rick Baker
- Lee Cheol-ha
- Lauren Conrad
- Vicky Jenson
- Chris Milk
- Heidi Montag
- Rodrigo Prieto
- Raven-Symoné
- Ron van Dongen
- Deanne Fitzmaurice
- Leisa Melia Ellifrits
- Tracy J Ward
- Geoffrey McCarrick